# Anaxipha bredoi
Anaxipha bredoi är en insektsart som beskrevs av Lucien Chopard 1948. Anaxipha bredoi ingår i släktet Anaxipha och familjen syrsor. Inga underarter finns listade i Catalogue of Life.